# Phare de Cape St. James
Le phare de Cape St. James est un phare situé à l'extrême sud des îles de la Reine-Charlotte et plus précisément sur le cap St. James de Kunghit Island (en), dans le district régional de Skeena-Queen Charlotte (province de la Colombie-Britannique), au Canada. C'est l'un des deux seuls phares de cet archipel avec le phare de Langara à l'extrême nord-ouest.
Ce phare est géré par la Garde côtière canadienne .

## Histoire
Le phare est situé au sud de l'archipel d'Haida Gwaii qui est séparé du continent par le détroit d'Hecate. L'archipel est essentiellement peuplé par des Amérindiens, les Haïdas et une grande partie est érigée en réserve de parc national et site du patrimoine haïda Gwaii Haanas.

## Description
Ce phare d'origine était une tour octogonale blanche, surmontée d'une galerie et une lanterne noires. En 1914, il fut équipé d'une lentille de Fresnel de 3e ordre. En 1958, la lanterne a été enlevée, le phare démantelé et la lumière installée sur une petite structure de 4 m. La lumière fut remplacée par un aerobeacon moderne en 1984. Il est automatisé depuis 1992 et alimenté à l'énergie solaire.
Il émet, à une hauteur focale de 315 m, un bref éclat blanc toutes les 5 secondes. Sa portée nominale n'est pas connue. Ce phare n'est accessible que par bateau ou hélicoptère.
Identifiant : ARLHS : CAN-110 - Amirauté : G-5826 - NGA : 11316 - CCG : 0770 .

## Caractéristique dufeu maritime
Fréquence : 5 secondes (W)
- Lumière : 0,1 seconde
- Obscurité : 4,9 secondes.

### Lien connexe
- Liste des phares de la Colombie-Britannique